# Danh sách đảo theo tên (L)
Danh sách dưới đây liệt kê các đảo bắt đầu bằng ký tự L.
Đây là một danh sách chưa hoàn tất, và có thể sẽ không bao giờ thỏa mãn yêu cầu hoàn tất. Bạn có thể đóng góp bằng cách mở rộng nó bằng các thông tin đáng tin cậy.
A - B - C - D - Đ - E - F - G - H - I - J - K - L - M - N - O - P - Q - R - S - T - U - V - W - X - Y - Z

## L
| Tên đảo                      | Quần đảo / Nhóm đảo                                   | Quốc gia |
| ---------------------------- | ----------------------------------------------------- | --- |
| La Grange                    | Sông Mississippi, Illinois                            | Hoa Kỳ |
| Lae Atoll                    | Ralik Chain                                           | Quần đảo Marshall |
| Læsø                         | Kattegat                                              | Đan Mạch |
| Lady's Holm                  | Quần đảo Shetland                                     | Scotland |
| Lagousa                      | Cyclades                                              | Hy Lạp |
| Lahesaar                     | Vịnh Phần Lan                                         | Estonia |
| Laidu                        | Küdema Bay, Biển Baltic                               | Estonia |
| Laika                        | Shepherd Islands                                      | Vanuatu |
| Isle La Motte                | Lake Champlain, Vermont                               | Hoa Kỳ |
| Lamb Holm                    | The South Isles, Bản mẫu:Country data Orkney Islands  | Scotland |
| Lamba                        | Quần đảo Shetland                                     | Scotland |
| Lambasaar                    | Pärnu Bay, Vịnh Riga                                  | Estonia |
| Lambay                       |                                                       | Ireland |
| Lamma                        | Islands District, Hồng Kông                           | Trung Quốc |
| Lampedusa                    | Pelagian Islands                                      | Ý |
| Lampione                     | Pelagian Islands                                      | Ý |
| Lamu                         | Lamu Islands                                          | Kenya |
| Lanai                        | Hawaiian Islands, Hawaii                              | Hoa Kỳ |
| Lanaux                       | Bastian Bay, Louisiana                                | Hoa Kỳ |
| Langeland                    |                                                       | Đan Mạch |
| Langenwerder                 |                                                       | Đức |
| Langeoog                     | East Frisian Islands                                  | Đức |
| Langkawi                     | Kedah                                                 | Malaysia |
| Langli                       | North Frisian Islands                                 | Đan Mạch |
| Langor                       | Arno Atoll                                            | Quần đảo Marshall |
| Langøya                      | Vesterålen                                            | Na Uy |
| Lantau                       | Pearl River, Hồng Kông                                | Trung Quốc |
| Lanz                         | Scott Islands, British Columbia                       | Canada |
| Lanzarote                    | Canary Islands                                        | Tây Ban Nha |
| Larak                        | Vịnh Ba Tư                                            | Iran |
| Lasqueti                     | Quần đảo Gulf, British Columbia                       | Canada |
| Lastovo                      |                                                       | Croatia |
| Lau                          | Admiralty Islands                                     | Papua New Guinea |
| Laughery                     | Ohio River, Kentucky                                  | Hoa Kỳ |
| Lauley                       | Gloucester Pool Ontario                               | Canada |
| Laurie                       | South Orkney Islands                                  | Claimed by: · the Vương quốc Anh as part of the Quần đảo Falkland and by · Argentina                                                            |
| Laurisaar                    | Biển Baltic                                           | Estonia |
| Lausma                       | Biển Baltic                                           | Estonia |
| Lavan                        | Vịnh Ba Tư                                            | Iran |
| Lavezzi                      | Corse                                                 | Pháp |
| Lazaretto                    | Ionian Islands                                        | Hy Lạp |
| Lebre                        | Alentejo islands                                      | Bồ Đào Nha |
| Lefkada                      | Ionian Islands                                        | Hy Lạp |
| Leftus                       | Lower Lough Erne                                      | Ireland |
| Leipsoi                      | Dodecanese                                            | Hy Lạp |
| Lélépa                       | Shepherd Islands                                      | Vanuatu |
| Lemnos                       | North Aegean Islands                                  | Hy Lạp |
| Lennox                       | Antártica Chilena Province                            | Chile |
| Leros                        | Dodecanese                                            | Hy Lạp |
| Lesbos                       | North Aegean Islands                                  | Hy Lạp |
| Lesser Mount Changtu         | Chu San                                               | Trung Quốc |
| Lesser Mount Yang            | Chu San                                               | Trung Quốc |
| Lesser Tunbs                 | Vịnh Ba Tư                                            | Iran |
| Leung Shuen Wen              | Hồng Kông                                             | Trung Quốc |
| Levanzo                      | Aegadian Islands                                      | Ý |
| Levitha                      | Dodecanese Islands                                    | Hy Lạp |
| Lewis                        | Thimble Islands, Connecticut                          | Hoa Kỳ |
| Leyte                        | Visayas                                               | Philippines |
| Lezíria Internacional        | Alentejo islands                                      | Bồ Đào Nha |
| Liancourt Rocks              |                                                       | Administered by Hàn Quốc. · Claimed by: Nhật Bản                                                                                                |
| Lib                          | Ralik Chain                                           | Quần đảo Marshall |
| Lidingö                      | Stockholm archipelago                                 | Thụy Điển |
| Lido                         | Venetian Lagoon                                       | Ý |
| Lieutenant                   | Wellfleet Harbor, Cape Cod, Massachusetts             | Hoa Kỳ |
| Lihou                        | Quần đảo Eo Biển                                      | Guernsey |
| Liialaid                     | Väinameri Sea                                         | Estonia |
| Liisi laid                   |                                                       | Estonia |
| Liivakari                    | Vịnh Phần Lan                                         | Estonia |
| Likiep Atoll                 | Ratak Chain                                           | Quần đảo Marshall |
| Likoma                       | Lake Malawi                                           | Malawi |
| Lindau                       | Lake Constance                                        | Đức |
| Lindos                       | Dodecanese Islands                                    | Hy Lạp |
| Linga Holm                   | The North Isles,Bản mẫu:Country data Orkney Islands   | Scotland |
| Linga near Muckle Roe        | Quần đảo Shetland                                     | Scotland |
| Linga near Shetland Mainland | Quần đảo Shetland                                     | Scotland |
| Linga near Yell              | Quần đảo Shetland                                     | Scotland |
| Linnusitamaa                 | Vịnh Riga                                             | Estonia |
| Linosa                       | Pelagian Islands                                      | Ý |
| Linua                        | Torres Islands                                        | Vanuatu |
| Lipari                       | Aeolian Islands                                       | Ý |
| Lismore                      | Inner Hebrides                                        | Scotland |
| Lítla Dímun                  | Quần đảo Faroe                                        | Đan Mạch |
| Little Andaman               | Andaman Islands                                       | Ấn Độ |
| Little Bear                  | Lake Winnipesaukee, New Hampshire                     | Hoa Kỳ |
| Little Birch                 | Lake Winnipesaukee, New Hampshire                     | Hoa Kỳ |
| Little Camp                  | Lake Winnipesaukee, New Hampshire                     | Hoa Kỳ |
| Little Cayman                | Cayman Islands                                        | Vương quốc Anh |
| Little Kitchener             | Lake Huron, Ontario                                   | Canada |
| Little Wellington Island     | Aisén Region                                          | Chile |
| Little Green                 | Hồng Kông                                             | Trung Quốc |
| Little Hurricane             | Ohio River, Kentucky                                  | Hoa Kỳ |
| Little Mud                   | Louisiana                                             | Hoa Kỳ |
| Little Roe                   | Quần đảo Shetland                                     | Scotland |
| Little Sixmile               | Lake Winnipesaukee, New Hampshire                     | Hoa Kỳ |
| Little Skellig               | Skellig Islands                                       | Ireland |
| Little Wellington Island     | Aisén Region                                          | Chile |
| Liuheng                      | Chu San                                               | Trung Quốc |
| Lively                       | Quần đảo Falkland                                     | Vương quốc Anh |
| Livingston                   | South Quần đảo Shetland                               | Claimed by: · Argentine Antarctica, Argentina, · Antártica Chilena Province of Chile và · Lãnh thổ châu Nam Cực thuộc Anh of the Vương quốc Anh |
| Livø                         |                                                       | Đan Mạch |
| Ljusterö                     | Stockholm archipelago                                 | Thụy Điển |
| Llanddwyn                    |                                                       | Wales |
| Loaita                       | Quần đảo Trường Sa                                    | Tranh chấp giữa: · Trung Quốc, · Trung Hoa Dân Quốc, · Việt Nam, · Brunei, · Philippines và · Malaysia                                          |
| Lockes                       | Lake Winnipesaukee, New Hampshire                     | Hoa Kỳ |
| Loh                          | Torres Islands                                        | Vanuatu |
| Lokrum                       |                                                       | Croatia |
| Lolland                      |                                                       | Đan Mạch |
| Lombo                        | Ribatejo islands                                      | Bồ Đào Nha |
| Lombok                       | Lesser Sunda Islands                                  | Indonesia |
| Lonely                       | Georgian Bay Ontario                                  | Canada |
| Long                         | Tennessee River, Alabama and Tennessee                | Hoa Kỳ |
| Long                         | Alabama                                               | Hoa Kỳ |
| Long                         | New York                                              | Hoa Kỳ |
| Long                         | Bahamas                                               | Bahamas |
| Long                         | Nova Scotia                                           | Canada |
| Long                         | Hudson Bay, Nunavut                                   | Canada |
| Long                         | Leeward Islands                                       | Antigua and Barbuda |
| Long                         | Whitsunday Islands, Queensland                        | Úc |
| Long                         | New South Wales                                       | Úc |
| Long                         | Gull Lake Ontario                                     | Canada |
| Long                         |                                                       | Papua New Guinea |
| Long                         | Marlborough Sounds                                    | New Zealand |
| Long                         | Fiordland                                             | New Zealand |
| Long                         | Seychelles                                            | Seychelles |
| Long                         |                                                       | Thổ Nhĩ Kỳ |
| Long                         | Poole Harbour                                         | Vương quốc Anh |
| Long                         | Langstone Harbour                                     | Vương quốc Anh |
| Long                         | Sông Mississippi, Illinois                            | Hoa Kỳ |
| Long                         | Boston Harbor, Massachusetts                          | Hoa Kỳ |
| Long                         | Apostle Islands, Wisconsin                            | Hoa Kỳ |
| Lookout                      | Georgian Bay Ontario                                  | Canada |
| Loon                         | Lake Shetek, Minnesota                                | Hoa Kỳ |
| Loon                         | Lake Winnipesaukee, New Hampshire                     | Hoa Kỳ |
| Loon                         | Georgian Bay Ontario                                  | Canada |
| Looney                       | Tennessee River, Tennessee                            | Hoa Kỳ |
| Loosahatchie Bar             | Sông Mississippi, Tennessee                           | Hoa Kỳ |
| Lopez                        | San Juan Islands, Washington                          | Hoa Kỳ |
| Lopud                        | Elafit Islands                                        | Croatia |
| Lord Howe                    | Lord Howe Islands, New South Wales                    | Úc |
| Los Negros                   | Admiralty Islands                                     | Papua New Guinea |
| Lošinj                       |                                                       | Croatia |
| Lõuna-Malusi                 | Malusi Islands, Vịnh Phần Lan                         | Estonia |
| Low                          | South Quần đảo Shetland                               | Claimed by: · Argentine Antarctica, Argentina, · Antártica Chilena Province of Chile và · Lãnh thổ châu Nam Cực thuộc Anh of the Vương quốc Anh |
| Lower Grey Cloud             | Minnesota                                             | Hoa Kỳ |
| Loyalty                      | a dependency of the French territory of New Caledonia | Pháp |
| Lucas                        | Lake Huron, Ontario                                   | Canada |
| Lucas                        | Bản mẫu:Country data Western Úc                       | Úc |
| Luing                        | Inner Hebrides                                        | Scotland |
| Lummi Island                 | San Juan Islands, Washington                          | Hoa Kỳ |
| Lunga                        | Inner Hebrides                                        | Scotland |
| Lunna Holm                   | Quần đảo Shetland                                     | Scotland |
| Lupa-sziget                  |                                                       | Hungary |
| Lusty Beg                    | Lower Lough Erne                                      | Ireland |
| Lusty more                   | Lower Lough Erne                                      | Ireland |
| Lütjehörn                    | East Frisian Islands                                  | Đức |
| Luzon                        | Luzon                                                 | Philippines |
| Lyal                         | Lake Huron, Ontario                                   | Canada |
| Lyø                          |                                                       | Đan Mạch |